# جيل ماردرسكو
جيل ماردرسكو (بالرومانية: Gil Mărdărescu)‏ هو لاعب كرة قدم روماني في مركز الوسط، ولد في 12 أبريل 1952 في Săcele ‏ في رومانيا. لعب مع بوليتنيكا ياشي ونادي الوداد الرياضي ونيويورك كوسموس.